# Megascops flammeolus
Psiloscops flammeolus é uma espécie de ave estrigiforme pertencente à família Strigidae.
É uma ave de hábitos nocturnos, predatória, de aproximadamente 15 cm de comprimento. A envergadura de asas é 36 cm.
Reproduz-se no Sul da Colúmbia Britânica e no Oeste dos Estados Unidos. Nidifica em cavidades de árvores. Após um período de incubação de 26 dias, nascem 3 a 4 crias.
Alimenta-se essencialmente de insectos, mas caça também pequenos roedores (ratos) e outras pequenas presas.
É uma ave migratória, abandonando a maior parte da América do Norte no Outono.